# Cantone di Évreux-2
Il Cantone di Évreux-2 è una divisione amministrativa dell'arrondissement di Évreux.
È stato costituito a seguito della riforma approvata con decreto del 25 febbraio 2014, che ha avuto attuazione dopo le elezioni dipartimentali del 2015.

## Composizione
Comprende parte della città di Évreux e i comuni di
- Aviron
- Le Boulay-Morin
- La Chapelle-du-Bois-des-Faulx
- Dardez
- Émalleville
- Gravigny
- Irreville
- Normanville
- Reuilly
- Saint-Germain-des-Angles
- Saint-Vigor